# Liste des sites Ramsar à Monaco
Cet article recense les zones humides de Monaco concernées par la convention de Ramsar.

## Statistiques
La convention de Ramsar est entrée en vigueur à Monaco le 20 décembre 1997.
En janvier 2020, le pays compte 1 site Ramsar, couvrant une superficie de 0,23 km2.

## Liste
| Site                            | Notes                                                                              | Date         | Superficie (km²) | Altitude (m) | Identifiant Ramsar | Identifiant WDPA | Coordonnées                      | Photo |
| ------------------------------- | ---------------------------------------------------------------------------------- | ------------ | ---------------- | ------------ | ------------------ | ---------------- | -------------------------------- | ----- |
| Réserve sous-marine du Larvotto | La zone comprend la réserve sous-marine du Larvotto et la zone côtière du Portier. | 20 août 1997 | 0,23             | -30 - 0      | 918                |                  | 43° 44′ 46″ nord, 7° 26′ 17″ est |       |